# نیکی مائنپا
نیکی مائنپا (فنلاندی: Niki Mäenpää؛ زادهٔ ۲۳ ژانویهٔ ۱۹۸۵) بازیکن فوتبال اهل فنلاند است.
از باشگاه‌هایی که در آن بازی کرده‌است می‌توان به باشگاه فوتبال هلسینکی، باشگاه فوتبال ویلم دوم، باشگاه فوتبال لانس، باشگاه فوتبال آزد آلکمار، باشگاه فوتبال فنلو، و باشگاه فوتبال برایتون اند هوو آلبیون اشاره کرد.
وی همچنین در تیم‌های ملی فوتبال زیر ۲۱ سال فنلاند، و فنلاند بازی کرده‌است.